# Hanna Fahlbusch-Wald
Hanna Fahlbusch-Wald (* 8. Juni 1948 in Tel Aviv; † 26. Oktober 2006 in Erlangen) war eine österreichische Opernsängerin (Mezzosopran) und Wagner-Interpretin.

## Leben
Hanna Fahlbusch-Wald erhielt ab 1963 Gesangsunterricht bei Ida Vaijalo und am Konservatorium Wien. 1964 begann sie ihr Studium an der Opernschule der Hochschule für Musik und Darstellende Kunst Wien, das sie 1970 mit dem Diplom abschloss.
Bereits vor ihrem Abschluss wurde sie 1969 Mitglied der Wiener Volksoper. Von 1971 bis 1981 war sie Ensemblemitglied des Staatstheaters am Gärnterplatz in München und trat bei den Salzburger Festspielen und Bregenzer Festspielen auf. Ende der 1970er Jahre wechselte sie in das hochdramatische Mezzosopranfach.
Fahlbusch-Wald gastierte an mehreren Opernhäusern, unter anderem in Frankfurt, Düsseldorf, Kassel, Mannheim, Essen und Wiesbaden und sang die Partien der Eboli in Verdis Don Carlos, der Kundry im Parsifal von Richard Wagner, der Marie in Alban Bergs Wozzeck und der Knusperhexe in Engelbert Humperdincks Hänsel und Gretel.
Mit ihrem breiten Repertoire von Werken Bachs, Beethovens, Mozarts, Mahlers, Verdis und Wagners war sie Solistin bei zahlreichen Orchestern wie den Wiener Symphonikern und den Bamberger Symphonikern. Konzertreisen führten sie nach Italien, Frankreich und Österreich.
In späteren Jahren war sie pädagogisch tätig und unterrichtete in ihrer privaten Gesangsklasse junge Sängerinnen und Sänger.
Seit 1974 war sie mit Rudolf Fahlbusch, einem Neurochirurgen, verheiratet. Zwei Söhne gingen aus der Ehe hervor.